# كيم با-وو
كيم با-وو (هانغل: 김바우) هو لاعب كرة قدم كوري جنوبي في مركز الوسط، ولد في 12 يناير 1984 في كوريا الجنوبية. لعب مع بوهانغ ستيلرز ونادي سول.

## وصلات خارجية
- كيم با-وو على موقع دوري كوريا الجنوبية (الإنجليزية)
- كيم با-وو على موقع Soccerway.com (الإنجليزية)